# Mauchenheim
Mauchenheim är en kommun och ort i Landkreis Alzey-Worms i förbundslandet Rheinland-Pfalz i Tyskland.
Kommunen ingår i kommunalförbundet Verbandsgemeinde Alzey-Land tillsammans med ytterligare 23 kommuner.